# Sammy Stewart (Musiker)
Sammy Stewart (* 1890 oder 1894 in Circleville (Ohio); † 5. August 1960 in New York City) war ein amerikanischer Musiker (Piano) und Leiter eines Orchesters, aus dem zahlreiche später bekannte Jazzmusiker wie Chu Berry oder Earl Hines hervorgingen.

## Leben und Wirken
Sammy Stewart wuchs in der Mount Vernon Avenue von Columbus auf, besuchte die Garfield School und die Columbus East High School. Seine Karriere begann er in der Band des Geigers Charlie Parker, den Popular Players, die in den Hotels der Region auftrat, u. a. in Toledo, Ohio. 1921 gründete er das Orchester Sammy Stewart and His Singing Syncopators, das ein Engagement im Club Secore bekam, bevor er im exklusiven Club Ritz in Detroit spielte. Sein Society-Orchester erlangte auch in Chicago und New York Bekanntheit; Stewart trat mit seinen Bands vorwiegend in Hotels, Ballsälen, Bühnenshows, Clubs und Filmtheatern auf. Das Orchester war weniger für Hot Jazz denn für seinen Sweet- oder semi-klassischen Stil populär, mit dem auch Paul Whiteman erfolgreich war.
Unter eigenem Namen spielte Stewart 1924 für Paramount (Sammy Stewart’s Ten Knights of Syncopation) mehrere Titel ein („Manda“, „My Man Rocks Me“); weitere Aufnahmen entstanden 1928 für Vocalion Records. Er war von 1924 bis 1928 an sechs Aufnahmesessions beteiligt. In seinem Orchester spielten u. a. Horace Henderson (1928), Chu Berry (1929), Jabbo Smith, Earl Hines, Sid Catlett (1930) und Ikey Robinson. 1933 löste er das Orchester nach einem letzten Engagement im Quoge Inn in Quoge, Long Island auf. Stewart arbeitete in den folgenden Jahren als Solist in Clubs im Raum New York, bevor er sich 1950 als aktiver Musiker zur Ruhe setzte und als Klavierlehrer arbeitete.